# العقرب X-1

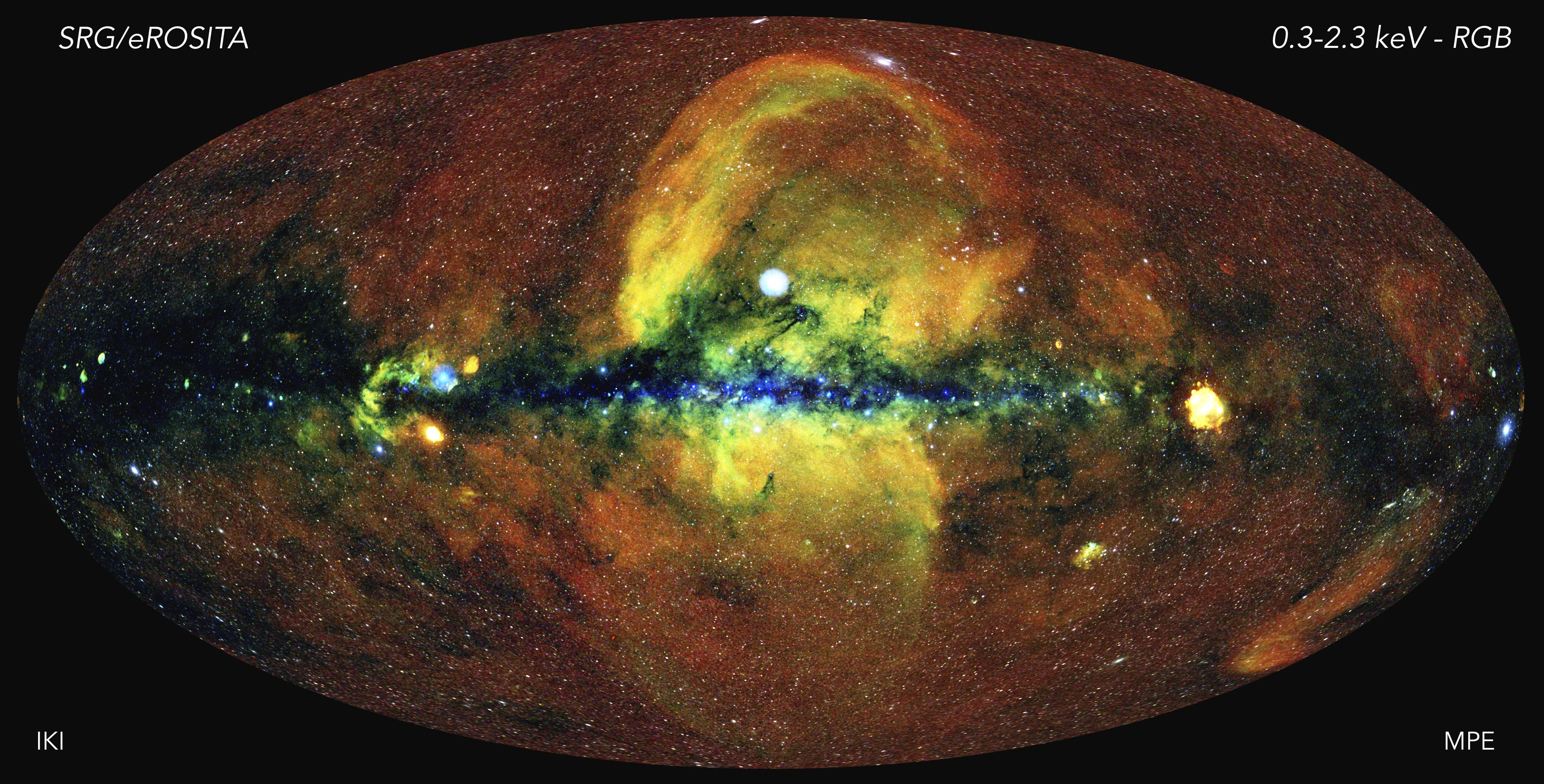

العقرب إكس-1 (بالإنجليزية:Scorpius X-1) هو مصدر سماوي للأشعة السينية يبعد عنا نحو 9000 سنة ضوئية ويوجد في كوكبة العقرب. وهو أول مصدر للأشعة السينية نكتشف وجوده خارج المجموعة الشمسية ،وهو بصرف النظر عن الشمس أشد مصدر للأشعة السينية في السماء.  ويتغير فيض أشعة إكس الصادرة منه يوما بعد يوم ويرافق الفيض ضوء صادر من النجم سكوربي V818 Scorpii له قدر لمعان متغير بين 12 إلى 13 قدر ظاهري.

## اكتشافه ودراسة خصائصه
اكتشف العقرب إكس-1 مجموعة من الباحثين كانت تعمل تحت إشراف العالم الإيطالي ريكاردو جياكوني في كامبريدج ماسوسيوسيتس، حيث أطلق صاروخاً للأبحاث من نوع "Aerobee" عام 1962 وكان عليه مرقب خاص لرصد الأشعة السينية. وكانت التجربة بغرض قياس أشعة سينية قد تأتي من القمر. ولكن المرقب رصد الأشعة السينية الصادرة من العقرب إكس-1 وبهذا أصبح أول مصدر للأشعة السينية يُكتشف خارج المجموعة الشمسية. ولم تسمح دقة المرقب آنذلك بتحديد موقع العقرب إكس-1 على وجه الدقة واعتقد أن مصدر القياس يقع بالقرب من مركز المجرة، ولكن تبين فيما بعد أن مصدر تلك الاشعة يقع في كوكبة كوكبة العقرب.
وسمي بذلك العقرب إكس-1.
وفي عام 1967 وقبل اكتشاف أي نباض قام العالم الفلكي إيوزيف شكلوفسكي بفحص الأشعة السينية الصادرة من العقرب إكس-1 واستخلص أن تلك الأشعة صادرة من نجم نيوتروني يجذب مادة من غلاف نجم مجاور له. 

## اقرأ أيضا
- علم الفلك للأشعة السينية
- مجرة قزمة
- مجرة حلزونية
- مجرة إهليجية
- سحابة ماجلان
- نجم
- قزم أبيض
- عملاق أحمر
- الانفجار العظيم
- خط زمني للانفجار العظيم
- ثقب أسود
- مسييه 100
- خط زمني للانفجار العظيم
- نجم نيوتروني

## وصلات خارجية
- موقع الكون

1. ↑  وصلة مرجع: https://heasarc.gsfc.nasa.gov/docs/heasarc/headates/1960.html, .
2. ↑  Gijs Nelemans (2004). "The distances to Galactic low-mass X-ray binaries: consequences for black hole luminosities and kicks". Monthly Notices of the Royal Astronomical Society (بالإنجليزية): 355–366. DOI:10.1111/J.1365-2966.2004.08193.X.
3. 1 2 3 4 5 6  مذكور في: جايا داتا الإصدار 2. لغة العمل أو لغة الاسم: الإنجليزية. تاريخ النشر: 25 أبريل 2018.
4. ↑  "Vitesses radiales. Catalogue WEB: Wilson Evans Batten. Radial velocities: The Wilson-Evans-Batten catalogue". مجلة علم الفلك والفيزياء الفلكية: 269–280. ديسمبر 1995.
5. ↑  مذكور في: سيمباد.
6. ↑  مذكور في: The General Catalogue of Trigonometric Stellar Parallaxes, Fourth Edition. المُؤَلِّف: William Foster van Altena. الصفحة: 0. تاريخ النشر: 1995.
7. ↑  Giacconi، R.؛ Gursky، H.؛ Paolini، F.R.؛ Rossi، B.B. (1962)، "Evidence for X-rays from sources outside the solar system"، Phys. Rev. Lett.، ج. 9، ص. 439–443
8. 1 2  Shklovskii, Iosif S. (1978). Stars: Their Birth, Life, and Death. W.H. Freeman. مؤرشف من الأصل في 2020-03-13. {{استشهاد بكتاب}}: الوسيط غير المعروف |الرقم المعياري= تم تجاهله يقترح استخدام |ردمك= (مساعدة)
9. ↑  Shklovsky، I.S. (April 1967)، "On the Nature of the Source of X-Ray Emission of SCO XR-1"، Astrophys. J.، ج. 148، ص. L1–L4، DOI:10.1086/180001 {{استشهاد}}: تحقق من التاريخ في: |سنة= لا يطابق |تاريخ= (مساعدة)